# Markus Oestreich
Markus Oestreich (Fulda, 3 juli 1963) is een Duits autocoureur.

## Carrière
Oestreich begon zijn autosportcarrière in de Duitse Formule Ford 2000, waar hij zevende werd in de eindstand. Later dat jaar maakte hij de overstap naar de DTM, waar hij tot 1993 actief bleef. Zijn beste resultaat in die jaren was een vierde plaats in 1988. Tussen 1985 en 1987 nam hij ook deel aan het Duitse Formule 3-kampioenschap. In 1986 werd hij vijfde in het European Touring Car Championship en bleef tot 1988 actief in deze categorie.
In 1987 kwam Oestreich uit in het World Touring Car Championship voor het team Schnitzer, waarin hij voor het grootste deel van het seizoen de auto deelde met Roland Ratzenberger, maar ook enkele races reed met Emanuele Pirro en Dieter Quester. Hij stond dat jaar drie keer op het podium tijdens de races op de Nürburgring, de Calder Park Raceway en de Fuji Speedway, waardoor hij dertiende werd in de eindstand met 118 punten. In 1988 reed hij ook in twee races van de Formule 3000 voor het team Sport Auto Racing, maar kwalificeerde zich niet voor de race op zowel het Circuit Bugatti als op Dijon-Prenois.
In 1990 maakte Oestreich zijn debuut in de B-klasse van het British Touring Car Championship voor het team Vauxhall Motorsport tijdens de laatste twee races op het Thruxton Circuit en op Silverstone. Tijdens de eerste race werd hij tweede in zijn klasse, maar in de tweede race viel hij uit en werd zo 24e in het kampioenschap en 16e in de B-klasse. In 1994 kwam hij uit in de FIA Touring Car World Cup, een voortzetting van het WTCC, en de Super Tourenwagen Cup.
In 2002 reed Oestreich in de V8Star Series en werd hier veertiende. Tussen 2010 en 2013 kwam hij uit in het FIA European Truck Racing Championship en werd derde in zijn laatste seizoen in de klasse. In 2015 maakte hij zijn debuut in de TCR International Series voor het team Campos Racing in een Opel Astra OPC tijdens het raceweekend op de Salzburgring. In de eerste race werd hij tiende, maar in de tweede race haalde hij de finish niet waardoor hij met één punt 45e werd in het klassement.